# Leonhard Lentz
Leonhard Lentz (* 23. Januar 1813 in  Königsberg i. Pr.; † 10. September 1887 ebenda) war ein deutscher Altphilologe, Naturkundler und Gymnasiallehrer in Ostpreußens Provinzialhauptstadt.

## Leben
Lentz studierte an der Albertus-Universität Königsberg Philologie. Im Wintersemester 1830/31 wurde er mit Ferdinand Gregorovius Mitglied des neu gestifteten Corps Masovia. Nachdem er das Examen pro facultate docendi bestanden hatte, unterrichtete er ab Ostern 1835 am  Kneiphöfschen Gymnasium. Nach gut 41 Jahren ununterbrochener Tätigkeit, zuletzt als 1. Oberlehrer, wurde er zum 1. Oktober 1876 pensioniert. Vom Ruhegehalt in Höhe von 3289,50 Mark vermachte er 1000 dem Magistrat. Von den Zinsen sollte alljährlich an seinem Geburtstag einem armen und vielversprechenden Schüler der Besuch der anspruchsvollen Schule ermöglicht werden. Noch mehr als zuvor widmete sich Lentz im elfjährigen Ruhestand der Altertumswissenschaft und
der Naturkunde.

## Programm-Abhandlungen
- De verbis latinae linguae auxiliaribus, Part. I. Königsberg/Pr. 1842[4]
- De verbis latinae linguae auxiliaribus, Part. II. Königsberg/Pr. 1852[4]
- De verbis latinae linguae auxiliaribus, Part III. Königsberg/Pr. 1862[4]
- De verbis latinae linguae auxiliaribus, Part IV. Königsberg/Pr. 1863[4]
- Variae lectiones et additamenta quaedam ad doctrinam de verbis auxiliaribus linguae latinae. Königsberg 1874[4]
- Catalog der Preussischen Käfer, neu bearbeitet von Friedrich Leonhard Lentz. Beiträge zur Naturkunde Preussens, Nr. 4; hrsg. von der  Physikalisch-ökonomischen Gesellschaft, Königsberg 1879. GoogleBooks

## Ehrungen
- Charakter als Gymnasialprofessor